# Phrygilus erythronotus
Phrygilus erythronotus е вид птица от семейство Тангарови (Thraupidae).

## Разпространение
Видът е разпространен в Боливия, Перу и Чили.